# Szczepienie (ogrodnictwo)

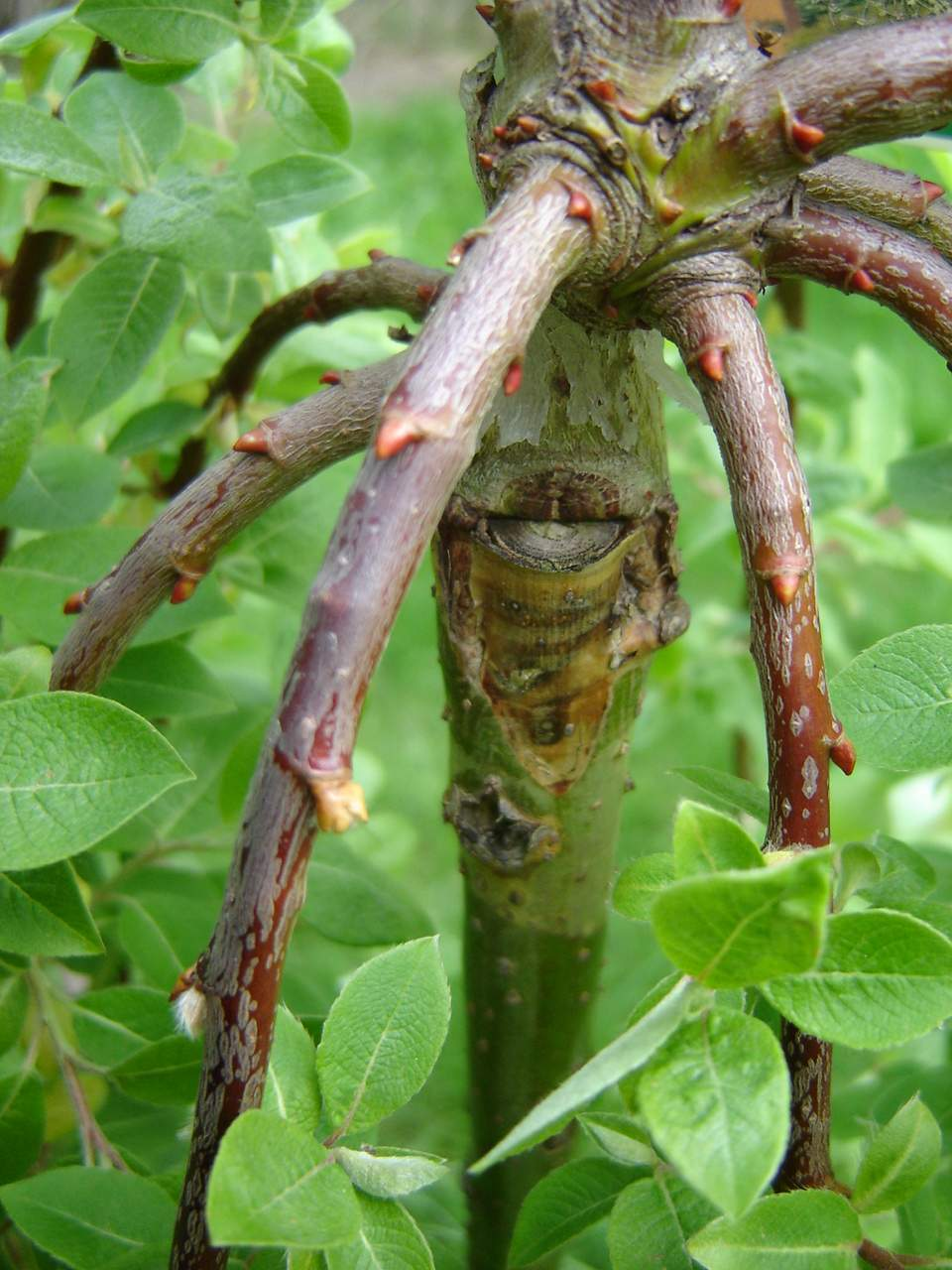
Zrośnięte elementy szczepionego drzewka

Szczepienie – metoda uszlachetniania drzew owocowych i roślin ozdobnych polegająca na wszczepieniu zraza odmiany szlachetnej w nieszlachetną (dziczka) podkładkę. Drogą szczepienia można również rozmnażać szlachetne rośliny. Szczepienie można także wykonać na pojedynczych gałęziach, możliwe jest wówczas uzyskanie na jednym pniu dwóch lub więcej odmian szlachetnych.
Szczepienie przeprowadza się wiosną (marzec, kwiecień), zrazami wyciętymi po opadnięciu liści, jesienią lub w zimie i przechowywanymi w specjalnych warunkach. Świeżo zaszczepione drzewa nie powinny być narażone na długotrwałe mrozy. Kilkustopniowe przymrozki nie są szkodliwe. Latem można szczepić oczkami (okulizacja), wyciętymi z pędów odmian szlachetnych w pełnym wzroście.
Szczepienie to zabieg polegający na połączeniu zrazu z podkładką, obwiązaniu obu elementów i zabezpieczeniu miejsca szczepienia maścią ogrodniczą. Podczas ścinania podkładki i zrazka należy zwracać uwagę na to, by powierzchnie obu tych elementów były podobne i przylegały do siebie dość ściśle. Warunkiem powodzenia tego zabiegu jest jak najdokładniejsze dopasowanie ścięć zraza i podkładki oraz duża powierzchnia przylegania drewna, miazgi i kory do siebie.
Podstawowe narzędzie potrzebne do szczepienia to specjalny, bardzo ostry nóż zwany okulizakiem. Najczęściej taki nóż posiada również końcówkę do podnoszenia i odchylania naciętej kory. Ponadto przydatny jest sekator i mała piłka ogrodnicza, tzw. lisi ogon, do przycinania grubszych podkładek. Potrzebne są jeszcze: zamykana puszka do przechowywania zrazków, lniany lub konopny sznurek i maść ogrodnicza. Obecnie sznurek zastępuje się folią ogrodniczą lub paskami folii polietylenowej, która jest korzystna ze względu na to, że nie chłonie i nie zatrzymuje wilgoci w pobliżu rany, a jednocześnie nie pozwala na jej zasychanie. W ogrodach działkowych maść ogrodnicza jest z bardzo dobrym skutkiem zastępowana białą farbą emulsyjną z dodatkiem 2% preparatu o nazwie Topsin.

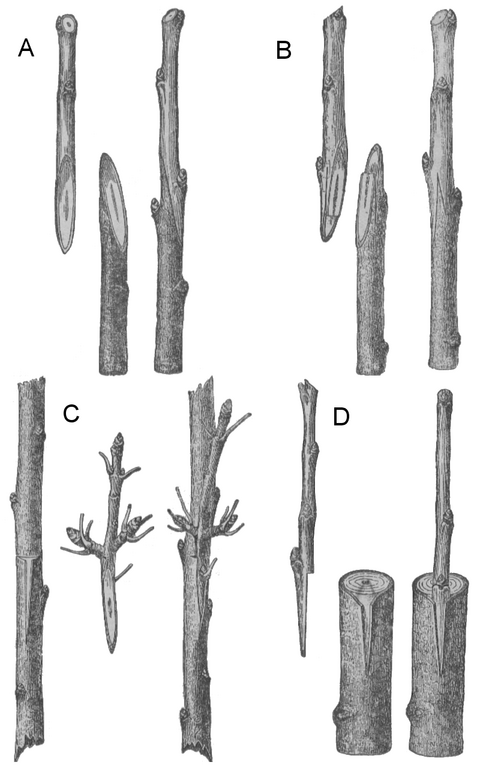
A – stosowanie
B – stosowanie z nacięciem
C – za korę
D – kożuchowanie

Najczęściej stosuje się szczepienie przez:
- stosowanie – polega na ścięciu ukośnie, pod bardzo ostrym kątem, zraza i pnia lub gałęzi dziczka (podkładki), dopasowaniu do siebie obu części, obwiązaniu i zabezpieczeniu połączenia maścią ogrodniczą. Grubość zraza i podkładki powinny być takie same lub zbliżone. Szczepienie takie najlepiej wykonać w kwietniu. Istnieje odmiana tego rodzaju szczepienia, stosowanie z nacięciem, zwiększająca powierzchnię przylegania obu części.
- szczepienie na przystawkę – stosowane do szczepienia na podkładkach znacznie grubszych od zraza. Po obcięciu pnia podkładki pod niewielkim kątem, ścina się lekko korę wraz z niewielką ilością drewna na powierzchni zbliżonej wymiarami do powierzchni ściętego ukośnie zrazka. Składa się obie powierzchnie razem, obwiązuje i smaruje maścią. Tutaj też stosuje się szczepienie z nacięciem zwiększającym powierzchnię przylegania obu części.
- klinowanie (szczepienie w sarnią nóżkę) – podobne do poprzedniego. Polega na nieco innym wykonaniu nacięć zrazka i podkładki. W podkładce wycina się trójkątny kawałek drewna. Zrazek natomiast ścina się z dwóch stron, tworząc klin pasujący do wycięcia w podkładce. Sposób ten tworzy dość mocne połączenie obu elementów przy stosunkowo niewielkiej ranie.
- kożuchowanie – podobnie jak poprzednie, stosuje się na podkładkach grubszych. Po ścięciu podkładki rozcina się pionowo korę, rozchyla nieco krawędzie i wciska pod korę zrazek. Szczepienie to można stosować jeszcze w maju. Odmianą tego szczepienia jest, podobne do okulizowania, szczepienie za korę, różniące się od kożuchowania tym, że nie obcina się gałęzi stanowiącej podkładkę. Od okulizowania zaś różni się tym, że zamiast oczka wszczepia się całą gałązkę. Nacięcie kory wykonuje się w kształcie litery "T".
- okulizacja (okulizowanie, oczkowanie) – polega na wszczepieniu pod korę podkładki odpowiednio przyciętego oczka, wyciętego ze zrazka lub gałązki drzewka szlachetnego. Zabieg przeprowadza się latem, w pełni wzrostu.
- ablaktacja (zbliżenie) – polega na nacięciu kory i miazgi na drzewku szlachetnym i na drzewku uszlachetnianym, złożeniu obu gałązek ranami, obwiązaniu i zabezpieczeniu maścią ogrodniczą. Po pewnym czasie, kiedy gałązki się zrosną, można odciąć nieszlachetną część nad miejscem połączenia, a szlachetną część pod miejscem zrośnięcia. Bardzo rzadko stosowane szczepienie, możliwe do wykonania na bardzo blisko siebie rosnących drzewkach.

Istnieją jeszcze różne odmiany opisanych sposobów, polegające na modyfikacjach zwiększających powierzchnię przylegania obu części. Ogólnie przyjmuje się zasadę, by uzyskać jak największą powierzchnię styku drewna, miazgi i kory, oraz szczelne ich przyleganie. Szczepienie powinno być wykonywane przy odpowiedniej pogodzie. Nie powinien to być okres deszczowy, ponieważ duża wilgotność zwiększa podatność na choroby. Zaś zbyt suche i gorące powietrze powoduje zasychanie ran, co utrudnia połączenie i zrastanie się gałązek. Wszystkie cięcia powinny być bardzo równe, wykonane bardzo ostrym i czystym nożem.